# István Kálmán
István Kálmán (Bakonycserjén, 12 gennaio 1922 – Los Altos, 23 febbraio 1995) è stato un militare e aviatore ungherese,  asso dell'aviazione da caccia nel corso della seconda guerra mondiale abbattendo individualmente e in collaborazione 13 aerei nemici, più uno non confermato, nel corso di 75 missioni.

## Biografia
Nacque a Bakonycserjén il 12 gennaio 1922. Stabilitosi a Budapest, si laureò e divenne un eccellente atleta. Arruolatosi nella Magyar Királyi Honvéd Légierő ricevette l'addestramento basico a Ferihegyen nel 1941, poi andò all'Accademia militare, dove fu promosso Alfiere il 6 dicembre 1943. Ottenuto il brevetto di pilota fu assegnato al 5/1 Vadászrepülő a Mátyásföld, da dove il 7 giugno 1944 fu trasferito al 102/1 Vadászszázadhoz dove prestò servizio fino alla fine della guerra. Andò in combattimento per la prima volta il 9 agosto, quando un caccia Bell P-39 Airacobra danneggiò il suo aereo, con cui riuscì a rientrare all'aeroporto.
Decollando da Munkács, ottenne la sua prima vittoria aerea a metà settembre 1944, abbattendo un cacciabombardiere Ilyushin Il-2 e un pallone di osservazione dell'artiglieria sovietica sui Carpazi.
Durante i combattimenti in Ungheria, abbatté un altro aereo, un caccia Lavochkin La-5 il 30 ottobre e poi il 1 novembre un bombardiere Douglas DB-7 Boston.
Nel mese di dicembre abbatté un caccia Yakovlev Yak-9 il 5 dicembre e due cacciabombardieri Ilyushin Il-2 il 14 dicembre 1944, contro due Il-2 nell'area del lago Balaton. Il 22 gennaio 1945 distrusse nello stesso giorno due cacciabombardieri Ilyushin Il-2 e un Polikarpov Po-2 nella regione di Bugyi. 
L'8 marzo 1945 guidò una formazione di quattro Messerschmitt Bf 109G in una missione di caccia libera. A sud-est di Székesfehérvár si scontrarono con una formazione 16 caccia Yakovlev Yak-9 e ne abbatté uno alle 12:40. Sei giorni dopo distrusse un bombardiere sovietico vicino ad Alsódabas, e il 13 aprile un bombardiere Douglas Boston a sud-est di Vienna. La sua ultima missione avvenne il 16 aprile 1945, e durante la quale il suo aereo fu danneggiato dai caccia North American P-51 Mustang sopra l'aeroporto di Raffelding, ma riuscì ad atterrare con il suo Messerschmitt danneggiato. Alla fine della guerra rimase per un breve periodo in Austria, poi tornò in Ungheria alla fine del 1948 per aiutare i suoi compagni a fuggire in Occidente. Arrestato dalla ÁVH ad Andrássy út fu trasferito in una caserma a Buda, dalla quale riuscì a scappare attraverso la finestra del bagno.
Raggiunta l'Austria, insieme al suo commilitone László Dániel si trasferì in Cile partendo da un porto italiano nel 1949, dove lavorò come disegnatore nell'industria tessile. Si trasferì in Canada nel 1956 e un anno dopo, nel 1957, andò negli Stati Uniti d'America. Lavorò come direttore di una società di sicurezza americana ritirandosi a vita privata nel 1986. Si spense il 23 febbraio 1995 a Los Altos, in California, e lì venne sepolto.
Nel 1999 fu insignito postumo del titolo di Vitéz.

### Fonti
1. 1 2 3 4 5 6 7 8 9 10 11 12 13 14 15 16 17 18  Masodikvh.
2. ↑  Punka 2002, p. 86.
3. 1 2 3  Ciel de Gloire.
4. 1 2  Punka 2002, p. 60.
5. ↑  Punka 2002, p. 20.
6. ↑  Punka 2002, p. 71.
7. ↑  Punka 2002, p. 78.